# Jenny Ahlner
Rut Jenny Ulrika Ahlner, född Nilsson 8 januari 1965 i Lindbergs socken, är en svensk konstnär. 

## Biografi
Ahlner utbildade sig vid KV konstskola i Kristianstad 1985–1987 och vid Grafikskolan Forum i Malmö under ledning av Bertil Lundberg 1987–1990. Hon har även en psykologexamen från Lunds universitet 2003. Hon är representerad vid bland annat Statens konstråd. Ahlner har utfört utsmyckningen av Kvinnokliniken vid Universitetssjukhuset MAS 2007-2008).